# Европско првенство у атлетици у дворани 1979 — скок увис за жене
Такмичење у скоку увис у женској конкуренцији на 10. Европском првенству у атлетици у дворани 1979. године одржано је 25. марта. у Бечу, (аустрија).
Титулу европске првакиње освојену на Европском првенству у дворани 1977. у Милану није бранила Сара Симеони из Италије.

## Земље учеснице
Учествовалло је 9 такмичарки из 7 земаља.
1. Чехословачка (1)
2. Италија (2)
3. Мађарска (1)
4. Пољска (2)
5. Шведска (1)
6. Западна Немачка (2)
7. Југославија (1)

## Рекорди
| Рекорди пре почетка Европског првенства у дворани 1978.     | Рекорди пре почетка Европског првенства у дворани 1978. | Рекорди пре почетка Европског првенства у дворани 1978. | Рекорди пре почетка Европског првенства у дворани 1978. | Рекорди пре почетка Европског првенства у дворани 1978. | Рекорди пре почетка Европског првенства у дворани 1978. |
| ----------------------------------------------------------- | ------------------------------------------------------- | ------------------------------------------------------- | ------------------------------------------------------- | ------------------------------------------------------- | ------------------------------------------------------- |
| Светски рекорд у дворани                                    | Андреа Матаи                                            | Мађарска                                                | 1,98                                                    | Будимпешта, Мађарска                                    | 17. фебруар 1979.                                       |
| Европски рекорд у дворани                                   | Андреа Матаи                                            | Мађарска                                                | 1,98                                                    | Будимпешта, Мађарска                                    | 17. фебруар 1979.                                       |
| Рекорди европских првенстава у дворани                      | Сара Симеони                                            | Италија                                                 | 1,94                                                    | Милано, (Италија)                                       | 11, март 1978.                                          |
| Рекорди после завршеног Европског првенства у дворани 1979. |                                                         |                                                         |                                                         |                                                         |                                                         |
| Нових рекорда није било.                                    |                                                         |                                                         |                                                         |                                                         |                                                         |

## Освајачи медаља
|                       |                      |                                 |
| Андреа Матаи Мађарска | Уршула Кјелан Пољска | Урлике Мајнфарт Западна Немачка |

## Резултати
|     | Атлетичарка      | Земља           | Резултат | Белешка |
| --- | ---------------- | --------------- | -------- | ------- |
|     | Андреа Матаи     | Мађарска        | 1,92     |         |
|     | Уршула Кјелан    | Пољска          | 1,85     |         |
|     | Урлике Мајнфарт  | Западна Немачка | 1,80     |         |
| 4.  | Алесандра Фосати | Италија         | 1,80     |         |
| 5.  | Ан-Ева Карлсон   | Шведска         | 1,80     |         |
| 6.  | Јасмин Фишер     | Западна Немачка | 1.80     |         |
| 7.  | Елжбјета Кравчук | Пољска          | 1,80     |         |
| 8.  | Лидија Бенедетич | Југославија     | 1,80     |         |
| 9   | Вера Скотницка   | Чехословачка    | 1,75     |         |
| 10. | Донатела Булфони | Италија         | 1,70     |         |

## Укупни биланс медаља у скоку увис за жене после 10. Европског првенства у дворани 1970—1979.
|     | Земља           |    |    |    |    |
| --- | --------------- | -- | -- | -- | -- |
| 1.  | Источна Немачка | 4  | 2  | 2  | 8  |
| 2.  | Италија         | 2  | 0  | 0  | 2  |
| 3.  | Чехословачка    | 1  | 1  | 2  | 4  |
| 4.  | Бугарска        | 1  | 0  | 1  | 2  |
| 4.  | Мађарска        | 1  | 0  | 1  | 2  |
| 6.  | Аустрија        | 1  | 0  | 0  | 1  |
| 7.  | Западна Немачка | 0  | 3  | 1  | 4  |
| 8.  | Пољска          | 0  | 1  | 1  | 2  |
| 8.  | Румунија        | 0  | 1  | 1  | 2  |
| 10. | Француска       | 0  | 1  | 0  | 1  |
| 10. | Совјетски Савез | 0  | 1  | 0  | 1  |
| 12. | Холандија       | 0  | 0  | 1  | 1  |
|     | Укупно {12}     | 10 | 10 | 10 | 30 |

|    | Атлетичарка        | Земља           |   |   |   |   |
| -- | ------------------ | --------------- | - | - | - | - |
| 1. | Роземари Акерман   | Источна Немачка | 3 | 0 | 0 | 3 |
| 2. | Сара Симеони       | Италија         | 2 | 0 | 0 | 2 |
| 3. | Милада Карбанова   | Чехословачка    | 1 | 1 | 2 | 4 |
| 4. | Рита Шмит          | Источна Немачка | 1 | 0 | 2 | 3 |
| 5. | Јорданка Благоева  | Бугарска        | 1 | 0 | 1 | 2 |
| 6. | Рита Гилдемајстер  | Источна Немачка | 0 | 2 | 0 | 2 |
| 6. | Бригите Холлцаплер | Западна Немачка | 0 | 2 | 0 | 2 |
| 8. | Уршула Кјелан      | Пољска          | 0 | 1 | 1 | 2 |
| 8. | Корнелија Попеску  | Румунија        | 0 | 1 | 1 | 2 |
| 8. | Улрике Мејфарт     | Западна Немачка | 0 | 1 | 1 | 2 |